# Notiocharis dimorpha
Notiocharis dimorpha és una espècie d'insecte dípter pertanyent a la família dels psicòdids que es troba a Austràlia: el Territori de la Capital Australiana, Tasmània, Nova Gal·les del Sud i Victòria.